# Mšice mrkvová
Mšice mrkvová (Semiaphis dauci) je mšice poškozující listy rostlin sáním. Mšice mrkvová je řazena do čeledě mšicovití (Aphididae), řádu polokřídlí (Hemiptera). Poškozuje porosty mrkve pěstované na sklizeň i na semeno, vyskytuje se zejména v suchých letech.

## Taxonomie
Poddruhy podle biolib.cz
- Semiaphis dauci dauci (Fabricius, 1775)
- Semiaphis dauci seselii

## EPPO kód
SEMIDA

## Synonyma patogena
Podle EPPO je pro patogena s označením Semiaphis dauci používáno více rozdílných názvů, například Anuraphis dauci nebo Aphis carotae.

## Rozšíření
Asie, Evropa, Jižní Amerika 

## Popis
Dospělci jsou zelení 1,5 - 2 mm dlouzí. Podle některých zdrojů sifunkuli černé , ale podle jiných sifunkuli tmavězelené.

## Hostitel
Miříkovité, monocyklická mšice (nestřídá hostitele).

## Příznaky
Mšice na listech, kadeření listů, deformace, zejména srdéčkových listů.

## Význam
Snižování listové plochy a množství a kvality semen, úhyn rostlin, znehodnocení kořene.

## Biologie
Mšice má několik generací během roku. Přezimují černá vajíčka na rostlinách, především na plevelných.

## Ekologie
Lesy, parky, zahrady, pole, pastviny.

## Ochrana
Selektivní insekticid Pirimor 25 WG - (pirimicarb)